# 南美喉鰭鯰
南美喉鰭鯰為輻鰭魚綱鯰形目項鰭鯰科的其中一種，為熱帶淡水魚類，分布於南美洲委內瑞拉馬拉開波河流域，體長可達20公分，棲息在底層水域，生活習性不明。

## 扩展阅读
維基物種上的相關：南美喉鰭鯰